# 김유리 (배구 선수)
김유리(1991년 9월 11일 ~ )은 대한민국의 전 배구 선수이자, 현재는 KBS N 스포츠의 해설위원이다. 현역 시절 포지션은 미들 블로커다.

## 약력
고등학교 당시 1라운드 2순위로 인천 흥국생명 핑크스파이더스에 발탁되어 입단하였으나 개인 사정으로 인해 운동을 그만두었다가 힘겨운 재기로 실업 팀 대구시청을 거쳐 양산시청에서 화성 IBK기업은행 알토스로 이적하면서 실력이 일취월장하여 국가대표에 뽑힐 정도의 수준까지 도달했다. 자신과 동갑인 김희진은 물론 자신보다 나이가 어린 박정아보다 늦게 빛을 보게 되었으며, 대기만성형 배구선수이다. 2016-2017시즌 후 염혜선의 보상 선수로 현대건설로 이적하였다가, 보상선수 지명 후 한유미를 상대로 GS칼텍스 서울 KIXX에 트레이드되어 2023년에 부상으로 은퇴할 때까지 GS칼텍스에서 뛰었다.
은퇴 후에는 KBS N 스포츠의 해설위원으로 영입됐다.

## 소속 선수단
- 인천 흥국생명 핑크스파이더스(2010-2012)
- 화성 IBK기업은행 알토스(2015-2017)
- 수원 현대건설 힐스테이트(2017)
- GS칼텍스 서울 KIXX(2017-현재)

## 개인 기록
정규리그 기준
| 소속팀                       | 시즌    | 출장 | 출장 | 득점 | 공격 | 서브 | 블로킹 |
| 소속팀                       | 시즌    | 경기 | 세트 | 득점 | 공격 | 서브 | 블로킹 |
| ---------------------------- | ------- | ---- | ---- | ---- | ---- | ---- | ------ |
| 인천 흥국생명 핑크스파이더스 | 2010-11 | 13   | 16   | 22   | 12   | 1    | 9      |
| 인천 흥국생명 핑크스파이더스 | 2011-12 | 22   | 69   | 84   | 54   | 9    | 21     |
| 인천 흥국생명 핑크스파이더스 | 합계    | 35   | 85   | 106  | 66   | 10   | 30     |
| 화성 IBK기업은행 알토스      | 2014-15 | 18   | 57   | 71   | 39   | 10   | 22     |
| 화성 IBK기업은행 알토스      | 2015-16 | 30   | 109  | 169  | 103  | 17   | 49     |
| 화성 IBK기업은행 알토스      | 2016-17 | 30   | 105  | 145  | 83   | 19   | 43     |
| 화성 IBK기업은행 알토스      | 합계    | 78   | 271  | 385  | 225  | 46   | 114    |
| GS칼텍스 서울 KIXX           | 2017-18 | 28   | 104  | 142  | 92   | 9    | 35     |
| 합계                         | 합계    | 141  | 460  | 633  | 383  | 65   | 179    |